# Atanes
Atanes (llamada oficialmente Santa María de Atás) es una parroquia y un lugar del municipio español de Cualedro, en la provincia de Orense, Galicia.

## Toponimia
La parroquia también es conocida por el nombre de Santa María de Atanes.

## Organización territorial
La parroquia está formada por tres entidades de población:
- Atás
- As Corvaceiras
- As Estibadas

## Demografía

### Parroquia
| Gráfica de evolución demográfica de Atanes (parroquia) entre 2000 y 2022 |
|                                                                          |
| Datos según el nomenclátor publicado por el INE.                         |

### Lugar
| Gráfica de evolución demográfica de Atás (lugar) entre 2000 y 2022 |
|                                                                    |
| Datos según el nomenclátor publicado por el INE.                   |